# Hermann Baranowski
Hermann Baranowski, född 11 juni 1884 i Schwerin, död 5 februari 1940 i Aue, var en tysk SS-Oberführer. Han var kommendant i koncentrationslägret Sachsenhausen från maj 1938 till september 1939. Dessförinnan hade han 1936–1938 varit Schutzhaftlagerführer i Dachau. Baranowski avled 1940 efter en längre tids sjukdom.